# Dreipunkteform
Die Dreipunkteform oder Drei-Punkte-Form ist in der Mathematik eine spezielle Form einer Ebenengleichung. In der Dreipunkteform wird eine Ebene im euklidischen Raum mit Hilfe dreier Punkte der Ebene dargestellt. Der Ortsvektor eines der drei Punkte dient dabei als Stützvektor der Ebene, während die Differenzvektoren zu den Ortsvektoren der anderen beiden Punkte die Richtungsvektoren der Ebene bilden. Jeder Punkt der Ebene wird dann in Abhängigkeit von zwei Parametern beschrieben. Bei der Dreipunkteform handelt es sich also um eine spezielle Parameterdarstellung der Ebene.
Die der Dreipunkteform entsprechende Form einer Geradengleichung wird Zweipunkteform genannt.

## Darstellung

Dreipunkteform einer Ebene

In der Dreipunkteform wird eine Ebene im dreidimensionalen Raum durch die Ortsvektoren {\displaystyle {\vec {p}}}, {\displaystyle {\vec {q}}} und {\displaystyle {\vec {r}}} dreier Punkte der Ebene beschrieben. Eine Ebene besteht dann aus denjenigen Punkten im Raum, deren Ortsvektoren {\displaystyle {\vec {x}}} die Gleichung
{\displaystyle {\vec {x}}={\vec {p}}+s({\vec {q}}-{\vec {p}})+t({\vec {r}}-{\vec {p}})}   für   {\displaystyle s,t\in \mathbb {R} }
erfüllen. Die drei Punkte dürfen dabei nicht kollinear sein, das heißt nicht alle auf einer Geraden liegen. Dies ist genau dann der Fall, wenn das Kreuzprodukt {\displaystyle ({\vec {q}}-{\vec {p}})\times ({\vec {r}}-{\vec {p}})\neq {\vec {0}}} ist. Der Vektor {\displaystyle {\vec {p}}} dient dabei als Stützvektor der Ebene, während die Differenzvektoren {\displaystyle {\vec {q}}-{\vec {p}}} und {\displaystyle {\vec {r}}-{\vec {p}}} die Richtungsvektoren der Ebene bilden.
In der Dreipunkteform werden die Punkte der Ebene in Abhängigkeit von den beiden Parametern {\displaystyle s} und {\displaystyle t} dargestellt. Jedem Wertepaar dieser Parameter entspricht genau ein Punkt der Ebene. Die beiden Richtungsvektoren spannen dabei ein affines Koordinatensystem auf, wobei {\displaystyle (s,t)} die affinen Koordinaten eines Punkts der Ebene sind.

## Beispiel
Ausgeschrieben lautet die Dreipunkteform einer Ebenengleichung 
{\displaystyle {\begin{pmatrix}x_{1}\\x_{2}\\x_{3}\end{pmatrix}}={\begin{pmatrix}p_{1}\\p_{2}\\p_{3}\end{pmatrix}}+s{\begin{pmatrix}q_{1}-p_{1}\\q_{2}-p_{2}\\q_{3}-p_{3}\end{pmatrix}}+t{\begin{pmatrix}r_{1}-p_{1}\\r_{2}-p_{2}\\r_{3}-p_{3}\end{pmatrix}}={\begin{pmatrix}p_{1}+s(q_{1}-p_{1})+t(r_{1}-p_{1})\\p_{2}+s(q_{2}-p_{2})+t(r_{2}-p_{2})\\p_{3}+s(q_{3}-p_{3})+t(r_{3}-p_{3})\end{pmatrix}}}
mit {\displaystyle s,t\in \mathbb {R} }. Sind beispielsweise die drei Ortsvektoren {\displaystyle {\vec {p}}=(3,2,1)^{T}}, {\displaystyle {\vec {q}}=(5,1,1)^{T}} und {\displaystyle {\vec {r}}=(2,2,3)^{T}}, so erhält man als Ebenengleichung
{\displaystyle {\begin{pmatrix}x_{1}\\x_{2}\\x_{3}\end{pmatrix}}={\begin{pmatrix}3\\2\\1\end{pmatrix}}+s{\begin{pmatrix}5-3\\1-2\\1-1\end{pmatrix}}+t{\begin{pmatrix}2-3\\2-2\\3-1\end{pmatrix}}={\begin{pmatrix}3+2s-t\\2-s\\1+2t\end{pmatrix}}}.
Jede Wahl von {\displaystyle (s,t)}, beispielsweise {\displaystyle (0,0)} oder {\displaystyle (1,2)}, ergibt dann einen Ebenenpunkt.

## Berechnung
Aus der Parameterform einer Ebenengleichung mit Stützvektor {\displaystyle {\vec {p}}} und den beiden Richtungsvektoren {\displaystyle {\vec {u}}} und {\displaystyle {\vec {v}}} lassen sich neben dem Stützvektor zwei weitere Ortsvektoren von Punkten der Ebene einfach durch Wahl von
{\displaystyle {\vec {q}}={\vec {p}}+{\vec {u}}}   und   {\displaystyle {\vec {r}}={\vec {p}}+{\vec {v}}}
finden. Aus den weiteren Formen von Ebenengleichungen, der allgemeinen Koordinatenform, der Achsenabschnittsform, der Normalenform und der hesseschen Normalform, wird zunächst die zugehörige Parameterform der Ebene ermittelt (siehe Berechnung der Parameterform) und daraus dann die Dreipunkteform.

## Weitere Darstellungen

### Homogene Darstellung
Eine verwandte Darstellung einer Ebene mit Hilfe dreier Ebenenpunkte verwendet baryzentrische Koordinaten. Eine Ebene wird dann durch die Gleichung
{\displaystyle {\vec {x}}=\lambda {\vec {p}}+\mu {\vec {q}}+\nu {\vec {r}}}   für   {\displaystyle \lambda ,\mu ,\nu \in \mathbb {R} }   mit   {\displaystyle \lambda +\mu +\nu =1}
beschrieben. Hierbei sind {\displaystyle (\lambda ,\mu ,\nu )} die normierten baryzentrischen Koordinaten eines Ebenenpunkts. Sind alle drei Koordinaten positiv, so liegt der Ebenenpunkt innerhalb des Dreiecks, das durch die drei vorgegebenen Punkte beschrieben wird. Sind ein oder zwei Koordinaten negativ, so liegt der Ebenenpunkt außerhalb dieses Dreiecks. Bei den baryzentrischen Koordinaten handelt es sich um spezielle homogene affine Koordinaten, während in der Dreipunkteform inhomogene affine Koordinaten verwendet werden. Die Gleichwertigkeit beider Darstellungen ergibt sich unmittelbar aus der Gleichung
{\displaystyle {\vec {x}}={\vec {p}}+s({\vec {q}}-{\vec {p}})+t({\vec {r}}-{\vec {p}})=(1-s-t){\vec {p}}+s{\vec {q}}+t{\vec {r}}}
und der Beobachtung, dass {\displaystyle (1-s-t)+s+t=1} gilt.

### Darstellung als Determinante
Eine Ebene, die durch drei vorgegebene Punkte verläuft, kann mit Hilfe der Determinante einer Matrix auch über die Gleichung
{\displaystyle \det {\begin{pmatrix}x_{1}&p_{1}&q_{1}&r_{1}\\x_{2}&p_{2}&q_{2}&r_{2}\\x_{3}&p_{3}&q_{3}&r_{3}\\1&1&1&1\end{pmatrix}}=0}
oder äquivalent dazu durch
{\displaystyle \det {\begin{pmatrix}x_{1}-p_{1}&q_{1}-p_{1}&r_{1}-p_{1}\\x_{2}-p_{2}&q_{2}-p_{2}&r_{2}-p_{2}\\x_{3}-p_{3}&q_{3}-p_{3}&r_{3}-p_{3}\end{pmatrix}}=0}
definiert werden. Eine solche Darstellung wird auch als Determinantenform einer Ebenengleichung bezeichnet. Aus den Eigenschaften des Spatprodukts folgt über
{\displaystyle ({\vec {x}}-{\vec {p}},{\vec {q}}-{\vec {p}},{\vec {r}}-{\vec {p}})=({\vec {x}}-{\vec {p}})\cdot (({\vec {q}}-{\vec {p}})\times ({\vec {r}}-{\vec {p}}))=({\vec {x}}-{\vec {p}})\cdot {\vec {n}}=0}
die Äquivalenz zur Normalenform einer Ebenengleichung.

## Verallgemeinerung
Allgemein lassen sich durch die Dreipunkteform nicht nur Ebenen im dreidimensionalen Raum, sondern auch in höherdimensionalen Räumen beschreiben. Im {\displaystyle n}-dimensionalen euklidischen Raum besteht eine Ebene entsprechend aus denjenigen Punkten, deren Ortsvektoren {\displaystyle {\vec {x}}} die Gleichung
{\displaystyle {\vec {x}}={\vec {p}}+s({\vec {q}}-{\vec {p}})+t({\vec {r}}-{\vec {p}})}   für   {\displaystyle s,t\in \mathbb {R} }
erfüllen. Es wird dabei lediglich mit {\displaystyle n}-komponentigen statt dreikomponentigen Vektoren gerechnet. Auch die Darstellung mit baryzentrischen Koordinaten bleibt in höherdimensionalen Räumen in analoger Form erhalten.